# Кальдера Хантер-Майн
Кальдера Хантер-Майн — це кальдерний комплекс у Північній вулканічній зоні зеленокаменного поясу Абітібі в Онтаріо та Квебеку, Канада. Вона н розташований на східному кінці озера Абітібі. Кальдера Хантер-Майн являє собою складну підводну дугову структуру з переважанням кислих речовин, що складається вапняно-лужних порід, які відповідно перекриваєються послідовністю коматиїт-базальтів. Початкова глибина кальдери становитьла більше 500 м. За U-Pb та літолого-петрографічними особливостями послідовність кальдери поділяється на нижній, середній та верхній етапи формування формації. Нижній та верхній етапи є окремими фазами формування кальдери, розділеними основною інтрузивною фазою, силлом Рокемор. Центральне заглиблення кальдери мало діаметр щонайменше 7 км. Численні синвулканічні розломи та тріщини з локальними вертикальними зміщеннями до 20 м не є рідкістю. Синвулканічні структури включають структури витоку флюїдів у туфових турбідитах; осадження гідротермальних флюїдів у межах тріщин/розломів, що призводить до утворення чорно-білих кременів, тріщин, що заповнюють кремень-яшма-магнетит, та драпірованих країв дайок;  окремі зміни вулканічних фацій по розломах та дайках та різкі  типів гідротермальних змін.
- Кальдера Джеміні
- Список вулканів Канади
- Вулканізм східної Канади